# Wakendorf I
 Ikke at forveksle med Wakendorf II.
Wakendorf I er en by og en kommune i det nordlige Tyskland, beliggende i Amt Trave-Land under Kreis Segeberg. Kreis Segeberg ligger i den sydøstlige del af delstaten Slesvig-Holsten.

## Geografi
Wakendorf ligger omkring ni kilometer sydøst for Bad Segeberg og omkring seks kilometer nord for Bad Oldesloe i nærheden af floden Trave. Den har en lille station på jernbanen Neumünster–Bad Oldesloe.